# Xian de Yanyuan
Le xian de Yanyuan (盐源县 ; pinyin : Yányuán Xiàn) est un district administratif de la province du Sichuan en Chine. Il est placé sous la juridiction de la préfecture autonome yi de Liangshan.

## Démographie
La population du district était de 305 962 habitants en 1999.